# Seicheles nos Jogos Olímpicos de Verão de 1992
Seicheles competiu nos Jogos Olímpicos de Verão de 1992 em Barcelona, Espanha.
O país retornou às Olimpíadas após perder os Jogos Olímpicos de Verão de 1988.

## Resultados por Evento

### Atletismo
400 m com barreiras masculino
- Giovanny Fanny
  - Eliminatórias — 52.63 (→ não avançou, 39º lugar)

Salto em distância masculino
- Danny Beauchamp
  - Classificatória — 7.44 m (→ não avançou, 37º lugar)

Salto triplo masculino
- Paul Nioze
  - Classificatória — 16.23 m (→ não avançou, 24º lugar de 47)

### Natação
50 m livre masculino
- Ivan Roberts
  - Eliminatórias – 25.44 (→ não avançou, 58º lugar)

- Kenny Roberts
  - Eliminatórias – 26.78 (→ não avançou, 68º lugar)

100 m livre masculino
- Ivan Roberts
  - Eliminatórias – 56.15 (→ não avançou, 67º lugar)

- Kenny Roberts
  - Eliminatórias – 58.86 (→ não avançou, 72º lugar)

200 m livre masculino
- Jean-Paul Adam
  - Eliminatórias – 2:09.99 (→ não avançou, 54º lugar)

400 m livre masculino
- Jean-Paul Adam
  - Eliminatórias – 4:40.93 (→ não avançou, 46º lugar)

100 m costas masculino
- Kenny Roberts
  - Eliminatórias – 1:16.52 (→ não avançou, 58º lugar)

200 m peito masculino
- Kenny Roberts
  - Eliminatóriase– Desclassificado (→ não avançou, sem classificação)

200 m medley masculino
- Kenny Roberts
  - Eliminatórias – 2:30.35 (→ não avançou, 51º lugar)

- Jean-Paul Adam
  - Eliminatórias – 2:35.35 (→ não avançou, 52º lugar)

100 m peito feminino
- Elke Sabina Talma
  - Eliminatórias – 1:29.91 (→ não avançou, 42º lugar)

200 m costas feminino
- Elke Sabina Talma
  - Eliminatórias – 3:12.13 (→ não avançou, 39º lugar)

200 m medley feminino
- Elke Sabina Talma
  - Eliminatórias – 2:53.41 (→ não avançou, 43º lugar)

### Vela
Classe Lechner masculino)
- Danny Adeline
  - Classificação Final — 349.0 pontos (→ 36º lugar)